# Saison 2 de Zoo
Chronologie
Saison 1 Saison 3
Cet article présente les treize épisodes de la deuxième saison de la série télévisée américaine Zoo.

## Distribution

### Acteurs principaux
- James Wolk (VF : Alexis Victor) : Jackson Oz
- Kristen Connolly (VF : Olivia Nicosia) : Jamie Campbell
- Billy Burke (VF : Pierre Tessier) : Mitch Morgan
- Nonso Anozie (VF : Gilles Morvan) : Abraham Kenyatta
- Nora Arnezeder (VF : Noémie Orphelin) : Chloé Tousignant (épisodes 1 à 5)
- Alyssa Diaz (VF : Céline Melloul) : Dariela Marzan[1]
- Josh Salatin (VF : Benjamin Penamaria) : Logan[1] (à partir de l'épisode 2)

### Acteurs récurrents et invités
- April Grace (VF : Maïk Darah) : Eleanor Lewis (épisodes 1 à 3)
- Ryan Handley : Janos Kovacs (épisodes 1 à 3)
- Madison Wolfe (VF : Maryne Bertieaux) : Clémentine Lewis (épisodes 1 et 13)
- Tom Butler (VF : Michel Voletti) : Greg Trotter (8 épisodes)
- Peter Outerbridge (VF : Hervé Furic) : le général Andrew Davies (8 épisodes)
- Jason Cermak : Sergeant Mansdale (épisodes 4 et 7, 10 à 12)
- Joanne Kelly (VF : Delphine Braillon) : Allison, Secrétaire adjointe de la Défense[2] (épisodes 5 à 11)
- Ken Olin (VF : Michel Dodane) : Professeur Robert Oz (épisodes 6 et 7, 10 à 12)
- Edward Foy : Père Pete Harris (épisodes 7 et 9)
- Bess Armstrong (VF : Véronique Augereau) : Dr Elizabeth Oz (épisodes 7 et 9)

## Diffusions
Aux États-Unis, la saison a été diffusée en simultané du 28 juin 2016 au 6 septembre 2016 sur le réseau CBS et sur CTV au Canada.
Elle reste encore inédite dans les autres pays francophones.

## Liste des épisodes

### Épisode 1:Phase 2
- États-Unis /  Canada : 28 juin 2016 sur CBS / CTV
- Belgique : 9 octobre 2016 sur RTL-TVI[3]
- Québec : 11 janvier 2017 sur Séries+
- France : 24 janvier 2018 sur TF1[4]

- États-Unis : 5,14 millions de téléspectateurs[5] (première diffusion)
- Canada : 786 000 téléspectateurs[6] (première diffusion + différé 7 jours)

- David Lewis (Dr Vickers)
- Ryan Handley (Janos Kovacs)
- Warren Abbot (James Ward)
- Michael Bean (Scientifique du Gouvernement)
- Gary Farmer (Anik)
- Marc Anthony Williams (Garde de sécurité)
- Arran Henn (journaliste)
- Garfield Wilson (Chef d'équipe)
- Mathew Yanagiya (Ranger 1)
- Gaston Morrison (Ranger 2)
- Doug Chapman (Ranger 3)
- Darien Martin (Force spéciale 1)
- Lee Tichon (Force spéciale 2)
- Elizabeth Marleau (mère dans la voiture)
- April Grace (Eleanor Lewis)
- Fanta Sesay (infirmière)
- Aaron Brooks (Père du bébé qui pleure)
- Guy Christie (présentatrice du journal)
- Donald Sales (chef d'équipe des forces spéciales / copilote)
- Madison Wolfe (Clementine Lewis)

### Épisode 2:Théorie de l'évolution
- États-Unis /  Canada : 28 juin 2016 sur CBS / CTV
- Belgique : 9 octobre 2016 sur RTL-TVI
- Québec : 18 janvier 2017 sur Séries+
- France : 24 janvier 2018 sur TF1

- États-Unis : 5,14 millions de téléspectateurs[5] (première diffusion)
- Canada : 786 000 téléspectateurs[6] (première diffusion + différé 7 jours)

- David Lewis (Dr Vickers)
- Ryan Handley (Janos Kovacs)
- Warren Abbot (James Ward)
- Tom Butler (Greg Trotter)
- Thom Rivera (Thomas)
- Garfield Wilson (Chef d'équipe)
- Mathew Yanagiya (Ranger #1)
- Gaston Morrison (Ranger #2)
- Doug Chapman (Ranger #3)
- April Grace (Eleanor Lewis)

### Épisode 3:Des fourmis et des hommes
- États-Unis /  Canada : 5 juillet 2016 sur CBS / CTV
- Belgique : 9 octobre 2016 sur RTL-TVI
- Québec : 25 janvier 2017 sur Séries+
- France : 31 janvier 2018 sur TF1

- États-Unis : 5,05 millions de téléspectateurs[7] (première diffusion)
- Canada : 909 000 téléspectateurs[8] (première diffusion + différé 7 jours)

- April Grace (Eleanor Lewis)
- Peter Outerbridge (Général Davies)
- Lane Edwards (Lieutenant Reed)
- Artur Stofel (Employé du bureau militaire)
- Anne Schmitz (Ouvrière d'entretien)
- Emily Holmes (Dr Elise Lindberg)
- Ashley O'Connell (Dr Hans Burkhart)
- Ryan Handley (Janos Kovacs)
- Adele Noronha (Collaboratrice militaire)
- Clay St.Thomas (Présentateur des actualités)
- Stefania Indelicato (Présentatrice des actualités)
- Braye Dial (Serveur de l'hotel)
- David Stuart (Troisième présentateur des actualités)

### Épisode 4:Au bout du tunnel
- États-Unis /  Canada : 12 juillet 2016 sur CBS / CTV
- Belgique : 16 octobre 2016 sur RTL-TVI
- Québec : 1er février 2017 sur Séries+
- France : 31 janvier 2018 sur TF1

- États-Unis : 4,46 millions de téléspectateurs[9] (première diffusion)
- Canada : 889 000 téléspectateurs[10] (première diffusion + différé 7 jours)

- Peter Outerbridge (Général Davies)
- Tech Grant (Mason Perkins)
- James Rha (Scientifique)
- Jason Cermak (Sergent)
- Georgie Daburas (Chef d'équipe)
- Hyuma Frankowski (Soldat de l'IADG)
- Chantal Bui Viet (Fêtarde)
- Keisha Haines (Préposé)
- Joshua Collins (L'imbécile)

### Épisode 5:Le Venin du serpent
- États-Unis /  Canada : 19 juillet 2016 sur CBS / CTV
- Belgique : 16 octobre 2016 sur RTL-TVI
- Québec : 8 février 2017 sur Séries+
- France : 7 février 2018 sur TF1

- États-Unis : 4,11 millions de téléspectateurs[11] (première diffusion)
- Canada : 885 000 téléspectateurs[12] (première diffusion + différé 7 jours)

- Tom Butler (Greg Trotter)
- Joanne Kelly (Allison Shaw)
- Hiro Kanagawa (Curtis)
- Rebecca Field (Gwen)
- Howard Siegel (Bill)
- Jackie Minns (Femme de Bill)
- Michael Sangha (David)
- Jessica McLeod (Maddie)
- Everick Golding (Vendeur ambulant)
- Jen Oleksiuk (Femme Revêche)

### Épisode 6:Le gène fantôme
- États-Unis /  Canada : 26 juillet 2016 sur CBS / CTV
- Belgique : 23 octobre 2016 sur RTL-TVI
- Québec : 15 février 2017 sur Séries+
- France : 7 février 2018 sur TF1

- États-Unis : 4 millions de téléspectateurs[13] (première diffusion)
- Canada : 748 000 téléspectateurs[14] (première diffusion + différé 7 jours)

- Tom Butler (Greg Trotter)
- Peter Outerbridge (Général Davies)
- Joanne Kelly (Allison Shaw)
- Juan Riedinger (Duncan Santos)
- Chris Whitelaw (Zeke)
- Ken Olin (Robert Oz)

### Épisode 7:Retour en arrière
- États-Unis /  Canada : 2 août 2016 sur CBS / CTV
- Belgique : 23 octobre 2016 sur RTL-TVI
- Québec : 22 février 2017 sur Séries+
- France : 7 février 2018 sur TF1

- États-Unis : 4,43 millions de téléspectateurs[15] (première diffusion)
- Canada : 841 000 téléspectateurs[16] (première diffusion + différé 7 jours)

- Peter Outerbridge (Général Davies)
- Joanne Kelly (Allison Shaw)
- Andrea Ware (Jeune Mère)
- Dylan Schombing (Bobby)
- Edward Foy (Père Pete Harris)
- Ken Olin (Robert Oz)
- Bess Armstrong (Elizabeth Oz)
- Maggie Sullivun (Rosie)
- Sidney Shapiro (Jackson jeune)
- Charles Jarman (Citadin)
- Jason Cermak (Assistant)

### Épisode 8:En plein vol
- États-Unis /  Canada : 9 août 2016 sur CBS / CTV
- Belgique : 30 octobre 2016 sur RTL-TVI
- Québec : 1er mars 2017 sur Séries+
- France : 14 février 2018 sur TF1

- États-Unis : 3,60 millions de téléspectateurs[17] (première diffusion)
- Canada : 799 000 téléspectateurs[18] (première diffusion + différé 7 jours)

- Tom Butler (Greg Trotter)
- Peter Outerbridge (Général Davies)
- Joanne Kelly (Allison Shaw)
- Sandy Robson (Chef de file des Mercenaires)
- Leo Rano (Farkas)
- Scott Nicholson (Browne)
- Darren E. Scott (Stover)
- BJ Harrison (Grand-mère)
- Rema Kibayi (Assistant ouvrier)
- Ava Galgani (Infirmière)

### Épisode 10:Péché originel
- États-Unis /  Canada : 23 août 2016 sur CBS / CTV
- Belgique : 30 octobre 2016 sur RTL-TVI
- Québec : 15 mars 2017 sur Séries+
- France : 14 février 2018 sur TF1

- États-Unis : 4,83 millions de téléspectateurs[21] (première diffusion)
- Canada : 851 000 téléspectateurs[22] (première diffusion + différé 7 jours)

- Peter Outerbridge (Général Davies)
- Joanne Kelly (Allison Shaw)
- Ken Olin (Robert Oz)
- Jason Cermak (Sergent Mansdale)
- Mary Black (Vera Salvon)
- Kristof Konrad (Leonid Ivankov)
- Vladimir Raiman (Officier de sécurité russe)
- Richard Meen (Trouble)
- Benjamin Wilkinson (Peter Samberg)
- Andrea Stefancikova (Policier)
- Nelson Wong (Technicien des communications)

### Épisode 11:Instinct primaire
- États-Unis /  Canada : 30 août 2016 sur CBS / CTV
- Belgique : 6 novembre 2016 sur RTL-TVI
- Québec : 22 mars 2017 sur Séries+
- France : 21 février 2018 sur TF1

- États-Unis : 4,68 millions de téléspectateurs[23] (première diffusion)
- Canada : 891 000 téléspectateurs[24] (première diffusion + différé 7 jours)

- Tom Butler (Greg Trotter)
- Peter Outerbridge (Général Davies)
- Joanne Kelly (Allison Shaw)
- Ken Olin (Robert Oz)
- Jason Cermak (Sergent Mansdale)
- Kristof Konrad (Leonid Ivankov)
- Paul Lazenby (Sven)
- Rita Rajmova (Sabine Ivankov)
- Nevis Unipan (Tasha Ivankov)
- Natalie Gibson (Employé de l'ambassade)
- JC Williams (Membre du SWAT)
- Sean Millington (en) (Vigile de l'ambassade)

### Épisode 12:Le paradis perdu
- États-Unis /  Canada : 6 septembre 2016 sur CBS / CTV
- Belgique : 6 novembre 2016 sur RTL-TVI
- Québec : 29 mars 2017 sur Séries+
- France : 21 février 2018 sur TF1

- États-Unis : 4,22 millions de téléspectateurs[25] (première diffusion)
- Canada : 799 000 téléspectateurs[26] (première diffusion + différé 7 jours)

- Tom Butler (Greg Trotter)
- Peter Outerbridge (Général Davies)
- Ken Olin (Robert Oz)
- Jason Cermak (Sergent Mansdale)
- Catherine Lough Haggquist (Dr Nielsen)
- George Stults (Reece Barnes)
- Link Baker (Chef d'équipe)
- Mike Li (Soldat IADG #1)
- Jorden Birch (Soldat IADG #2)
- Jeremy Thorsen (Soldat IADG #3)

### Épisode 13:Le monde de demain
- États-Unis /  Canada : 6 septembre 2016 sur CBS / CTV
- Belgique : 6 novembre 2016 sur RTL-TVI
- Québec : 5 avril 2017 sur Séries+
- France : 21 février 2018 sur TF1

- États-Unis : 4,22 millions de téléspectateurs[25] (première diffusion)
- Canada : 799 000 téléspectateurs[26] (première diffusion + différé 7 jours)

- Tom Butler (Greg Trotter)
- Madison Wolfe (Clementine jeune)
- Tommy Europe (Le berger solide)
- Stewart Iguidez (L'homme)
- Natalie Moon (Présentateur des nouvelles)
- Jesse Muhoozi (Isaac Kenyatta)
- Natalie Von Rotsburg (Principal)
- Kelly Konno (Reporter #1)
- Byron Noble (Père - Gary)
- Gracie Dzienny (Clementine)
- Darren Dolynski (L'homme hagard)
- Abiola Uthman (Ouvrier de maintenance)
- Grace Chin (Reporter #2)
- Paul Duchart (Reporter #3)
- Mariessa Portelance (Institutrice)